# Бристоль (аэропорт)
Международный аэропорт Бристоля (англ. Bristol International Airport) (ИАТА: BRS, ИКАО: EGGD) — коммерческий аэропорт, обслуживающий город Бристоль и юго-запад Англии. В 2007 был девятым по загруженности пассажирским аэропортом Великобритании, аэропорт обслужил 5 926 774 пассажиров и обеспечил 58 741 взлётов-посадок.
Аэропорт имеет лицензию (номер P432), которая разрешает перевозки пассажиров и обучение пилотов.

## История
В 1927 группа граждан Бристоля собрала 6 000 фунтов стерлингов через подписку на открытие аэроклуба на аэродроме Филтон. К 1929 аэроклуб стал популярным, и было принято решение о том, что ферма, расположенная на месте фермы в Витчурче (en:Whitchurch, Bristol) рядом с Бристолем станет аэропортом. В 1930 принц Георг, сын короля Георга V, открыл Бристольский Аэропорт, который стал третьим таким аэропортом в Великобритании. Пассажирооборот вырос с 935 в 1930 до более чем 4 000 в 1939.
Во время Второй мировой войны Бристольский аэропорт был единственным действующим гражданским аэропортом Великобритании, что означало, что все рейсы, обычно направляющиеся в Лондон, заканчивались в Бристоле. Созданная British Overseas Airways Corporation совершала рейсы из Витчурча в Кройдон и Гатвик. Она совершала рейсы в Лиссабон и в некоторые другие нейтральные страны. Витчурч продолжал работать после Второй мировой войны, но появление более тяжёлых послевоенных воздушных лайнеров сделало необходимым продление взлётно-посадочной полосы. Однако это было очень трудно из-за соседства частных владений.
В итоге в 1955 было принято решение о создании нового аэропорта на аэродроме Лулсгейт рядом с Рэдхиллом (en:Redhill, Somerset), на месте бывшей авиабазы Королевских ВВС, которая в мирное время функционировала как планёрная станция. Новый аэропорт назвали Аэропорт Бристоль Лулсгейт, он был открыт в 1957 Мариной, герцогиней Кентской. На его первом году работы услугами аэропорта воспользовались 33 тысячи человек. В 1963 была увеличена длина взлётно-посадочной полосы, а в 1965 был перестроен терминал аэропорта. В 1968 было построено 460 кв. м. здания дополнительно. В 1974 авиакомпания Court Line обанкротилась, что привело к падению пассажирооборота.
К 1980 в аэропорту работали 17 чартерных авиакомпаний. В 1984 были построены международный зал вылета, магазины duty-free, куглосуточный бар, зал прибытия и краткосрочная автостоянка. 1 апреля 1987 была создана компания Bristol Airport plc, которая стала оператором аэропорта; все муниципальные служащие в аэропорту были переведены на работу в эту компанию. Операции и чистые активы Бристольского аэропорта были переведены от муниципальных властей Бристоля в новую компанию. За нескольких последующих лет бизнес пассажирооборот вырос до более чем 100 000 пассажиров ежемесячно (лето 1988). Заслуге в таком быстром росте аэропорта приписываются работе управляющего директора Ле Вильсона, который погиб в автокатастрофе в ноябре 1995.
В 1996 Бристольский аэропорт был продан Бристольским муниципалитетом. В марте 1997 он получил нынешнее название — Международный аэропорт Бристоля. В декабре 1997 51 % аэропорта было продано FirstGroup plc, остальные 49 % остались у муниципалитета Бристоля. Новое здание терминала было построено в апреле 1999 и открылось в марте 2000. В 2000 годовой пассажирооборот впервые превысил два миллиона.
Аэропорт был куплен Macquarie Bank и Cintra в январе 2001 за 198 млн фт. ст. Пассажирооборот вырос до трёх млн в 2002, в значительной степени в связи с началом работы лоукост-оператора Go Fly. Расширение операций easyJet впоследствии также привело к значительному увеличению пассажирооборота. В мае 2005 Continental Airlines открыли прямой рейс из Бристоля в Ньюарк на Boeing 757 самолет.

## Планы расширения аэропорта
Против расширения аэропорта протестует объединение общественных организаций, известное как Остановить Расширение Аэропорта Брисполя (англ. Stop Bristol Airport Expansion). В октябре 2007 руководство аэропорта объявило, что план развития будет опубликован в середине 2008, а до этого будет сделана экспертиза влияния аэропорта на окружающую среду.

## Авиакомпании

### Регулярные рейсы
- Aer Arann
- Air France
- Air Southwest
- Aurigny Air Services
- Brussels Airlines
- Continental Airlines
- Eastern Airways
- easyJet
- Flybe
- Flyglobespan
- Isles of Scilly Skybus
- KLM Cityhopper
- Lufthansa
  - оператор Eurowings
- OLT (Ostfriesische Lufttransport)
- Ryanair
- Scandinavian Airlines System

### Чартерные операторы
- BH Air
- First Choice Airways
- Thomsonfly
- XL Airways

## Транспорт
Бристольский международный аэропорт расположен в 13 км к югу от центра Бристоля. Аэропорт находится рядом с дорогой A38, связан с двумя крупными шоссе: M4 и M5.
Автобусы оператора Bristol International Flyer идут к железнодорожному и автовокзалу Бристоля, а также в бристольский район Клифтон.

## Авиация общего назначения
Бристольский аэропорт — центр авиации общего назначения (АОН). В 2006 терминал авиации общего назначения был переведён с северной стороны рядом с контрольно-диспетчерским пунктом, в построенное с этой целью здание в юго-восточной части лётного поля. Есть две организации АОН, базирующиеся в Бристоле. Вся авиация общего назначения управляется Центром Полётов Бристоля, в аэропорту проводится обучение пилотов и оказание технических услуг. Бристольский и Уэссекский аэроклубы, которые базируется рядом с Центром Полётов Бристоля, проводят обучение пилотов самолётов и вертолётов.